# Кватадзе Акакій Йосипович
Акакій Йосипович Кватадзе (1905, місто Тифліс, тепер Тбілісі, Грузія — ?) — грузинський радянський військовий діяч, командир полку, майор. Депутат Верховної ради СРСР 1-го скликання.

## Життєпис
Народився в родині робітника Тифліських залізничних майстерень. З 1921 року навчався в Закавказькій військовій школі в Тифлісі. Після закінчення військової школи поступив на курси вдосконалення командного складу РСЧА.
Після закінчення курсів перебував на командних посадах у Червоній армії. Член ВКП(б).
На 1937—1938 роки — командир полку Червоної армії, майор.
Подальша доля невідома.

## Звання
- майор

## Нагороди
- орден Червоної Зірки (22.02.1938)